# Twin Rocks
Twin Rocks – obszar niemunicypalny w Mendocino County, w Kalifornii (Stany Zjednoczone), na wysokości 433 m.